# Dan Ziskie
Dan Ziskie é um ator norte-americano, conhecido pela participação na série House of Cards.